# مائوریتسیو دامیلانو
مائوریتسیو دامیلانو (ایتالیایی: Maurizio Damilano؛ زادهٔ ۶ آوریل ۱۹۵۷) دونده پیاده‌روی سرعت اهل ایتالیا بود. وی همچنین برندهٔ جوایزی همچون نشان شایستگی از جمهوری ایتالیا شده‌است.